# Гавань искушения
«Гавань искушения» (англ. Temptation Harbour) — британская криминальная драма режиссёра Лэнса Комфорта, которая вышла на экраны в 1947 году.
В основу сценария фильма положен роман Жоржа Сименона «Ньюхэйвен-Дьепп» (англ. Newhaven-Dieppe) (1934), также известный как «Человек из Лондона» (англ. L'Homme de Londres).
В этом фильме портовый диспетчер Берт Мэллинсон (Роберт Ньютон) ночью замечает двух дерущихся мужчин, один из которых падает в воду, а второй убегает. Берту не удаётся найти упавшего, но он обнаруживает чемоданчик, полный денег. После некоторых сомнений Берт оставляет чемоданчик себе, и вскоре на него начинается настоящая охота. Тем временем, Берт влюбляется в артистку бродячего театра аттракционов (Симона Симон), которой рассказывает о деньгах, и она уговаривает его бежать. Пока французский частный детектив ищет деньги, а британский инспектор полиции выясняет причины гибели найденного в акватории человека, Берт при самозащите случайно убивает мелкого преступника, который также охотится за деньгами. Подавленный всеми свалившимися на него проблемами, Берт отводит дочь к знакомым, а сам с чемоданчиком денег сдаётся полиции.
Критики в целом сдержанно оценили картину, отметив реализм сцен, глубокую психологическую проработку образов, а также сильную актёрскую игру. При этом фильм критиковали за медленный тем и низкий уровень саспенса.

## Сюжет
В послевоенной Великобритании в небольшом портовом городке небогатый вдовец Берт Мэллинсон (Роберт Ньютон) растит свою дочь-подростка Бетти (Маргарет Бартон). За обедом Берт подозревает, что Бетти украла немного мяса для него из лавки миссис Фрост, за что он строго отчитывает дочь. Затем Берт направляется на работу в морской порт, где работает ночным диспетчером на станции Южной железной дороги. Во время очередной смены, после прибытия грузового судна в порт, он замечает мужчину на борту, который бросает небольшой чемодан другому мужчине на пирсе. Он также замечает третьего мужчину, который следует за забравшим чемоданчик. После наступления темноты Берт становится свидетелем драки между двумя мужчинами из-за этого чемоданчика. Один из них расправляется с другим, и тот падает в воду вместе с чемоданчиком, после чего первый мужчина убегает. Берт ныряет в воду, но не может найти упавшего мужчину, зато достает на берег чемоданчик. Вернувшись на своё рабочее место, Берт кладёт чемоданчик, который случайно падает на пол и раскрывается, и Берт видит, что он набит банкнотами номиналом в 5 тысяч фунтов стерлингов. Берт сразу же подходит к телефону, чтобы сообщить о находке в полицию, но затем останавливается и начинает размышлять, как бы он мог поправить своё материальное положение, купить лодку, о которой мечтает, и найти себе женщину. Утром он пытается рассказать о находке своему сменщику Фреду (Уайли Уотсон), но тот слишком занят своими мыслями, чтобы выслушать Берта. В итоге Берт забирает чемоданчик и направляется домой. Когда он идёт через пирс, то видит вчерашнего мужчину в белом плаще, который осматривает акваторию, вероятно, в поисках чемоданчика. На секунду задумавшись, Берт проходит мимо него, а затем подходит к полицейскому участку, но не решается зайти и уезжает на попутной телеге. Тем временем мужчина в белом плаще (Уильям Хартнелл) заселяется в местную гостиницу, регистрируясь как Джим Браун из Лондона. Он звонит по телефону своей жене Берил (Джоан Хопкинс), интересуясь здоровьем заболевшего ребёнка и домашними делами.
Дома Берт запирает чемодан в гардероб, отказываясь объяснить дочери, где он его взял и что в нём находится. После ухода Энн Берт заходит в антикварную лавку, намереваясь приобрести дорогую курительную трубку. Когда в лавке появляется Джим Браун, Берт кладёт трубку обратно на прилавок и быстро уходит. Продавец мистер Тетем (Эдвард Ригби) рассказывает Джиму, кто Берт такой и где работает. Тем временем Берт заходит в мясную лавку мистера Фроста (Джордж Вудбридж) и миссис Фрост (Кэтлин Бутолл), обнаруживая, что Бетти подрабатывает там мойщицей полов. Он просит Бетти никому не рассказывать о чемоданчике. Когда миссис Фрост требует от Бетти не прерываться на разговоры, Берт устраивает скандал и уводит Бетти домой. Он говорит дочери, что больше она не будет заниматься подобной работой, а затем покупает ей новую красивую одежду и ведёт в парк развлечений. Там они попадают на представление французской «русалки» Камелии (Симона Симон). По просьбе ведущего Джорджа Гоушелла (Чарльз Виктор) Берт выходит на сцену, чтобы надеть наручники на руки Камелии. После чего её погружают в аквариум с водой, откуда она чудесным образом освобождается и целует Берта. После завершения представления Берт слышит, как ведущий отчитывает Камелию и приходит на её защиту. Позднее тем же вечером Джим подплывает на лодке к пирсу, обнаруживая там оторвавшуюся ручку от чемоданчика. Он видит, как в этот момент Берт с дочерью заходит в диспетчерскую будку, чтобы забрать свою зарплату. Затем Берт идёт в портовый паб, где его замечает Камелия. Они мило болтают, и Камелия обещает подарить Бетти брошь. Когда в паб заходит Джим, Берт забирает Бетти и быстро уходит. После их ухода Джим допрашивает Камелию о том, что они ей рассказывали, но она отвечает, что ничего о них не знает, даже их имён, говоря лишь, что для диспетчера он щедро тратит деньги. Вернувшись домой, Берт видит под окнами Джима, который затем уходит.
Джим возвращается в гостиницу, где в фойе его ожидает бывший инспектор французской полиции, а ныне частный детектив Дюпре (Марсель Далио), который предлагает немедленно поговорить в его номере. Он спрашивает о встрече Джима с его старым другом Тедди (Дейв Кроули), который должен был встретить его в порту. Джим отвечает, что давно прекратил с ним сотрудничество. Дюпре говорит, что с трудом уговорил старого Куатро не приезжать вместе с ним. Ему известно о том, что Джим работал акробатом в парижском казино «Куатро», пока не получил травму и не закончил актёрскую карьеру. Несколько дней назад Куатро продал казино британскому синдикату, и возможная посредническая комиссия Джима в это сделке должна была составить примерно пять тысяч фунтов стерлингов. Делио говорит, что кто-то похитил выплаченные Куатро деньги за казино, и этот кто-то не только знал, где лежат деньги, но и, используя акробатическую ловкость, пробрался в его офис. И, кроме того, в вечер кражи Джима видели в соседнем баре. Делио говорит, что выполняет поручение Куатро, который не хочет сажать вора в тюрьму, а просто хочет получить назад свои деньги. Частный детектив сообщает также, что навестил жену Джима в Париже и привёз её с собой. Она входит в комнату, уговаривая Джима сделать то, что просит Дюпре. Тот в свою очередь обещает прекратить его преследование и даже заплатить 500 фунтов, что позволит Джиму начать новую жизнь. Джим приглашает Дюпре в свою комнату, якобы намереваясь передать ему деньги. Перед дверью Джим сталкивает Дюпре с лестницы и запирается в номере, а затем через окно убегает по улице.
Вечером Берт уходит на работу, оставляя Бетти дома одну. В парке развлечений владелец аттракциона Джордж Глоушелл отчитывает Камелию за леность в работе, после чего она заявляет, что увольняется и уходит. Джим проникает в дом Берта и хватает Бетти, требуя отдать ему чемоданчик, но Бетти ничего не отвечает. Когда он начинает обыскивать гардероб, Бетти бежит к двери и пытается вырваться наружу. В этот момент с той стороны в дверь стучит Камелия, после чего Джим убегает в спальную комнату, а затем скрывается через окно. Бетти впускает Камелию в дом. Чтобы успокоить плачущую девочку, Камелия дарит ей брошь. По секрету Бетти рассказывает Камелии, что Берт нашёл чемоданчик, который спрятал в гардеробе, и именно за ним приходил грабитель. Они осматривают гардероб, но чемоданчика там нет. Тем временем Берт из диспетчерской будки замечает, как к ней подкрадывается Джим, и вооружается молотком. Джим заходит в будку с предложением поговорить, но Берт выгоняет его. Заметив полицейский патруль, который его разыскивает, Джим убегает.
Когда Берт возвращается с работы домой, Бетти рассказывает о том, что произошло, в том числе, о появлении Камелии, которая тепло встречает Берта. Она говорит, что ненавидит жизнь в постоянных разъездах и мечтает о настоящем доме. Она сбежала от своего работодателя, которого не могла больше выносить, и пришла к Берту. Камелию удивляет, что Берт не собирается заявлять в полицию о ночном взломе. Она приготовила Берту вкусный завтрак, и просит в дальнейшем называть её Мари. Затем вместе с Бетти она собирается пойти на рынок, чтобы приготовить на обед что-нибудь особенное. Когда Мари переодевается, туда случайно заходит Берт. Не выдержав вида полуобнажённой девушки, он подходит к ней и целует её. Затем Берт предлагает Мари бросить работу в аттракционе и заняться домом, на что она согласна за 30 фунтов в месяц. Берт говорит, что об этом можно подумать, и они снова целуются. Перед уходом Бетти и Мари он просит их не упоминать на рынке о взломщике. Оставшись один, Берт достаёт из шкатулки все свои сбережения.
Тем временем Бетти и Мари весело бегут по пустынному морскому берегу. Бетти заходит в прибрежный сарай, чтобы взять корзину для сбора крабов. В сарае она обнаруживает спящего Джима, после чего с криком бежит к Мари, которая запирает Джима в сарае. Девушки возвращаются домой, и когда Мари предлагает сдать Джима полиции, Берт раздражается и просит не лезть в его дела. Мари обижается и заявляет, что уходит, после чего Берт просит у неё прощения. Отправив Бетти за едой вместо крабов, он обещает дочери всё исправить. Зайдя в комнату к Мари, он говорит, что оплатил все её долги Гоушеллу, и теперь она свободна. Берт уведомил Гоушелла, что собирается жениться на Мари, и теперь предлагает ей стать хозяйкой в его доме. Счастливая Мари благодарит Берта и говорит, что она об этом только мечтала. Мари расспрашивает о последних тратах Берта, но тот отвечает, что произвёл их из собственных накоплений. Тогда она спрашивает на счёт чемоданчика, Берт снова раздражается и просит не лезть в его дела. Мари опасается, что с этим чемоданчиком связано что-то нехорошее, и она не хочет иметь к этому никакого отношения. Берт говорит, что сделал глупость, но обещает всё исправить. Когда Мари заявляет, что между ними должно быть полное доверие, если они поженятся, Берт показывает ей чемоданчик, набитый банкнотами, и рассказывает всю историю. Он обещает сдать чемоданчик в полицию и всё исправить. Но Мари отвечает, что его посадят в тюрьму, и без денег и с разрушенной репутацией у них не будет счастливой семейной жизни, и Бетти также будет страдать. Она уговаривает Берта уехать с этими деньгами во Францию и прекрасно устроить там свою жизнь В итоге она Берт поддаётся на её уговоры, и Мари обещает обо всём позаботиться, забирая первую банкноту из чемоданчика.
Утром в порту рабочие вылавливают труп, информируя полицию. Тем временем Берт переживает по поводу Джима, который заперт в сарае на пустынном берегу, но Мари просит его забыть об этом. Она снова призывает Берта уплыть во Францию и там исчезнуть. В этот момент в дверь стучит полицейский, приглашая его в участок по поводу выловленного трупа. Мари просит полиции не говорить ничего лишнего, обещая за день собраться, чтобы на следующий день утром отбыть во Францию. В полиции Берт утверждает инспектору криминального отдела (Джон Сэлью), что никогда не видел ни утопленника, ни Джима, и ничего не видел и не слышал в ночь, когда случилась драка в порту. Дюпре просит у инспектора разрешения осмотреть диспетчерскую будку. Берт отправляется на дежурство в будку, размышляя о том, как разные люди отнесутся к его бегству с Мари. Во Франции ими будут восхищаться, а дома будут порицать. Вскоре в будке появляется Дюпре, который после осмотра места заявляет Бурту, что тот мог всё видеть и остаться незамеченным. Он также имел возможность найти деньги и присвоить их. В ответ на возмущение Берта Дюпре заявляет, что это лишь предположение.
После его ухода Берт отпрашивается с работы и направляется к сараю, чтобы накормить и освободить Джима. Однако Джим набрасывается на Берта и начинается драка, в результате которой Берт убивает Джима. Вернувшись домой, Берт заявляет, что убил Джима и теперь всё кончено. Мари предлагает бежать немедленно, но Берт намерен вернуть деньги. Мари предлагает ему рассказать полиции версию, что Берт зашёл в сарай, чтобы подготовиться к рыбалке, где обнаружил труп мужчины, которого никогда не видел, а затем в лодке нашёл чемодан с деньгами и сразу же отнёс его в полицию. Берт однако намерен рассказать всю правду, на что Мари заявляет, что он не думает о близких и разрушает не только свою, но и их жизни, и она ненавидит его. После того, как Мари убегает, Барт берёт чемоданчик с деньгами и отводит Бетти к своему коллеге Реджи, а затем направляется в полицию.

## В ролях
- Роберт Ньютон — Берт Мэллисон
- Симоне Симон — Камелия / Мари
- Уильям Хартнелл — Джим Браун
- Марсель Далио — инспектор Дюпре
- Маргарет Бартон — Бетти Мэллисон
- Эдвард Ригби — Татем
- Джоан Хопкинс — Берил Браун
- Кэтлин Харрисон — Мейбел
- Чарльз Виктор — Гоушелл
- Уайли Уотсон — Фред
- Джон Сэлью — инспектор уголовной полиции
- Лесли Дуайер — Рег
- Джордж Вудбридж — мистер Фрост
- Кэтлин Боутолл — миссис Фрост
- Айрин Хэнд — миссис Гоушелл

## История создания и проката фильма
По информации обозревателя газеты The Guardian Филипа Френча, это была вторая экранизация романа Жоржа Сименона 1934 года «Человек из Лондона» (фр. L’Homme de Londres). В 1943 году Анри Декуэн поставил по книге фильм, действие которого происходило в 1930-х годах, главную роль в нём исполнил Фернан Леду. В фильме 1947 года режиссёр Лэнс Комфорт перенёс действие в послевоенную Англию. Роберт Ньютон сыграл диспетчера, которого преследует французский полицейский (Марсель Далио). Как и у Декуэна, у Комфорта сохранилась ключевая фигура, роковая женщина, которая сбивает порядочного героя с пути истинного. Участие Симоны Симон в этой роли, по мнению Френча, подчеркивает сходство картины 1947 года с фильмами Жана Ренуара или Марселя Карне.
Съёмки фильма проходили в студии Welwyn Studios, Хартфордшир, Великобритания. Натурные съёмки велись в порту Фолкстона, Кент, Великобритания, а также в заливе Святой Маргариты в Дувре, Великобритания.
Премьера фильма состоялась в Лондоне 27 февраля 1947 года, в широкий прокат в Великобритании фильм вышел 28 апреля 1947 года. 15 сентября 1947 года фильм демонстрировался на Венецианском кинофестивале. В США фильм вышел в прокат 27 марта 1949 года.
В 2008 году венгерский режиссёр Бела Тарр поставил ещё один фильм по этому роману Сименона, который так и называется «Человек из Лондона». В нём отсутствует роковая женщина, которая играла существенную сюжетную роль в двух предыдущих картинах.

## Оценка фильма критикой
После выхода на экраны этот фильм, ставший, по мнению Френча из The Guardian, «малоизвестной классикой нуара», получил насмешливую рецензию от журнала Sight & Sound. С другой стороны, профессиональный британский журнал The Monthly Film Bulletin в своей рецензии написал: «Актёрская игра в этом фильме хороша; Роберт Ньютон в роли диспетчера изображает все искушения, которым подвержена плоть; его подвижное лицо показывает постоянную борьбу между совестью и любовью к дочери. Это слабый человек, который так же глуп, как и хитёр. Маргарет Бартон в роли дочери — именно такова, какой мог бы быть перегруженный работой ребёнок. Симона Симон в роли „русалки“ — актриса умная и во многих смыслах неприятная. Для тех, кто знаком с переправой через Ла-Манш между Ньюхэйвеном и Дьеппом, сцены Южной железной дороги вызывают определенный трепет: прибытие корабля, подъёмные краны, сигнальная будка, поезда — все это красиво и технически безупречно. А фоновая музыка хороша и наглядна».
В книге British Sound Films: The Studio Years 1928—1959 Дэвид Куинлан оценил фильм как «средний», написав, что это «неторопливая, но захватывающая драма с довольно неприятными персонажами».
Как отмечено в более поздней статье в журнале Time Out, «рецензенты в негативном плане сравнивали этот фильм с картиной Ренуара „Человек-зверь“ (1938), но история Сименона, в которой судьба ведёт героя, движимого благими намерениями, к гибели в доках Дьепа (здесь — Ньюхейвена), теперь выглядит как интересный мостик между мрачными французскими мелодрамами 1930-х годов и американскими фильмами нуар». Роберт Ньютон в роли портового сигнальщика «демонстрирует удивительно напряженную игру, то мимолетно лаская комбинацию Симоны Симон, то впадая в раздраженный гнев по отношению к нервному Хартнеллу, но никогда не позволяя в полной мере проявить похоть и жестокость, отчетливо видимые под его доброжелательной внешностью». По мнению рецензента, «финал может показаться разочаровывающе конформистским, а Симон в роли скучающей роковой женщины не может реализовать весь свой потенциал. Такова цена, которую приходится платить за упорное нежелание Комфорта упростить историю и пожертвовать реализмом ради мелодрамы, что уже само по себе интересно».